# Hydnocarpus kurzii
Hydnocarpus kurzii là một loài thực vật có hoa trong họ Achariaceae. Loài này được (King) Warb. mô tả khoa học đầu tiên năm 1893.

## Hình ảnh

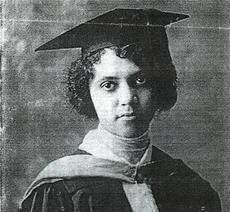
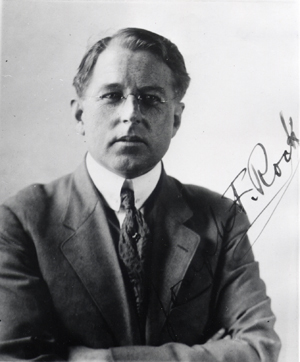